# Social-Sex Attitudes in Adolescence

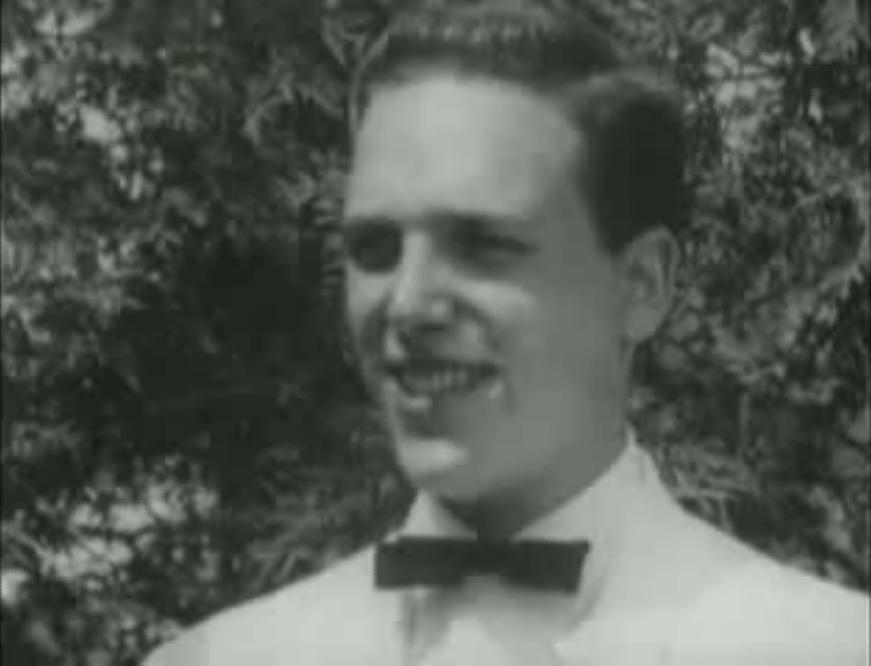
Bob is een jongen met een gezonde seksuele opvoeding

Social-Sex Attitudes in Adolescence is een Amerikaanse educatieve korte film uit 1953.
De film gaat in op hoe tieners omgaan met seks, en wat een gezonde opvoeding is op dit gebied.
Voor een film uit deze tijd, is Social-Sex Attitudes relatief liberaal.
De film bevindt zich in het publiek domein.

## Plot
De film opent met het huwelijk van Bob en Mary. Volgens de commentator hebben Bob en Mary beiden een goede opvoeding gehad op het gebied van seksuele educatie.
We gaan vervolgens terug in de tijd. Mary leerde als klein meisje over seks toen haar moeder opnieuw in verwachting was.
Bob's moeder was weduwe, maar vertelde haar zoon wel alles wat hij moest weten over seks, bijvoorbeeld aan de hand van jonge katten.
Toen Mary in de puberteit kwam, lichtte haar moeder haar verder in. Mary blijkt daardoor beter ingelicht te zijn over zwangerschap dan haar vriendinnen. Haar moeder begint zich zorgen te maken als Mary steeds weer een date heeft.

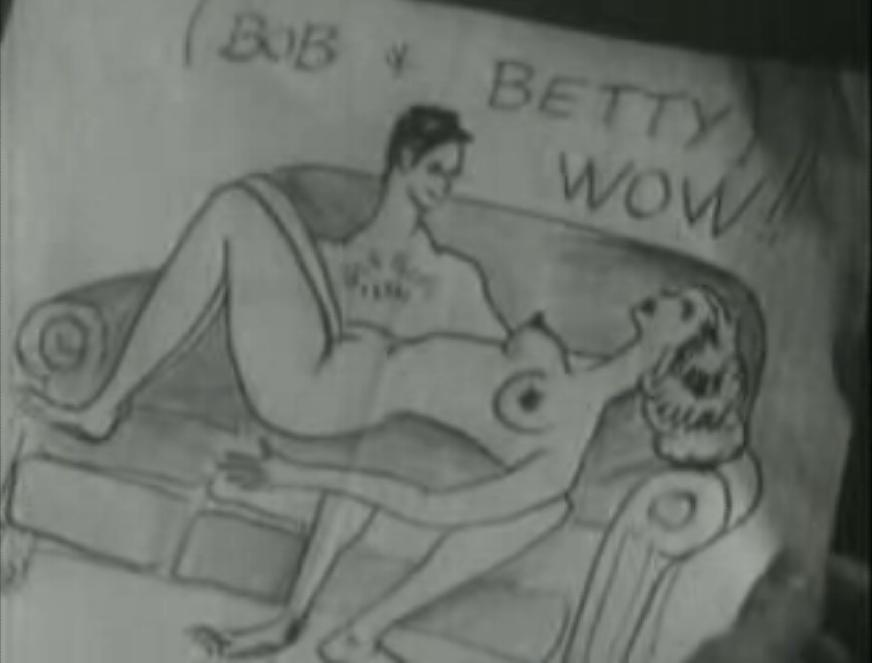
Bob's moeder maakt zich zorgen als ze een erotische tekening op zijn kamer vindt.

Bob groeit op als een gezonde tienerjongen, met een interesse voor sport en voor meisjes. Zijn moeder maakt zich wel zorgen als ze een seksueel getinte tekening op zijn kamer vindt. Ook Bob's moeder is niet altijd blij met de dates van haar zoon.

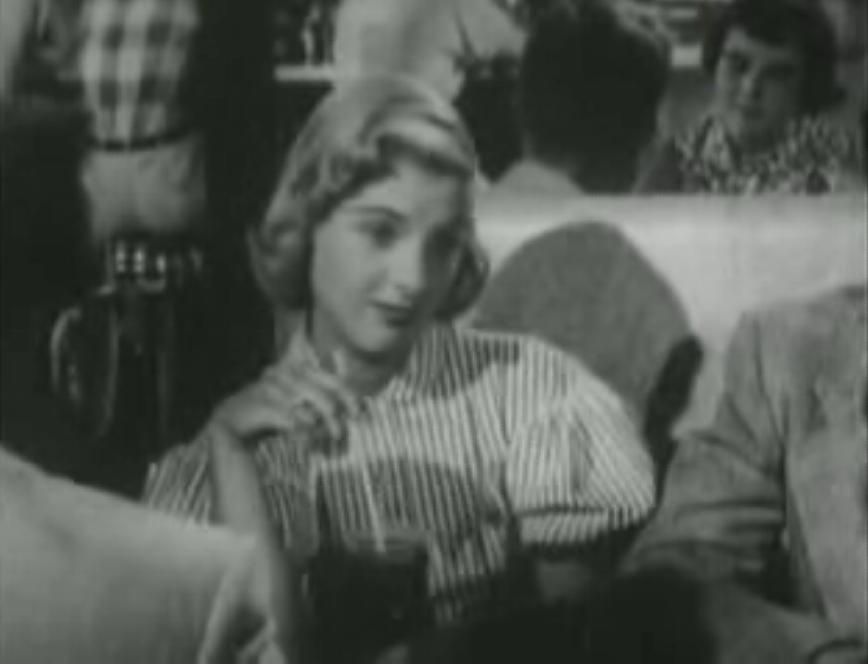
Mary doet zich in haar tienerjaren stoerder voor dan normaal

Ondanks de zorgen, krijgen Bob en Mary wel de ruimte om zich te oriënteren op hun leeftijdsgenoten. Op gegeven moment zijn ze allebei uitgekeken op oppervlakkige dates, en willen ze een vaste relatie.
Ze ontmoeten elkaar op een feest, en raken op elkaar verliefd. Na een periode van wederzijdse liefde, besluiten ze te trouwen.
De verteller herhaalt nog eens dat Bob en Mary in stappen hebben geleerd over seks. Eerst de biologische feiten toen ze klein waren, daarna door middel van eigen ervaring, enigszins gestuurd door hun ouders, en uiteindelijk in het huwelijk. De verteller vraagt of de kijker vindt dat Bob en Mary een goed opvoeding hebben gehad; hiermee besluit de film.

## Achtergrond
Social-Sex Attitudes in Adolescence is voor de eigen tijd (begin jaren 50 in Amerika) relatief open over seks. De aanmoediging aan ouders om tieners de ruimte te geven te experimenteren met seks was niet in lijn met de conservatieve moraal die veel Amerikanen in dit decennium hadden.
Vergelijkbare documentaires als bijvoorbeeld Boys Beware benaderden seks eerder als een probleem dan als iets positiefs.

## Verwijzingen
- (en)   Social-Sex Attitudes in Adolescence in de Internet Movie Database
- Social-Sex Attitudes in Adolescence (complete film) op Internet Archive
- Social-Sex Attitudes in Adolescence[dode link] op Google Video